# سینتیک (مکانیک)
سینِتیک یا جُنبِشی (به انگلیسی: Kinetics) فیزیک و مهندسی، از واژگان مورد استفاده در مکانیک کلاسیک است و هدف آن بررسی رابطهٔ میان حرکت اجسام و دلایل آن، نیروها و گشتاورها، است. پس از نیمهٔ قرن بیستم، واژهٔ «دینامیک» (یا دینامیک تحلیلی) به طرز گسترده‌ای جایگزین «سینتیک» در کتب فیزیک شده‌است؛ واژهٔ «سینتیک» همچنان در مهندسی استفاده می‌شود. برای مثال طبق رائو و سایرین:
رابطهٔ میان نیروهای خارجی و متغیرهای سینماتیکی‌شان، به سینتیک مشهور است. ... ما به بررسی واسطه‌های مکانیکی خارجی می‌پردازیم که حرکت را ایجاد می‌کنند... حرکت یک جسم صلب متشکل از انتقال‌ها و دوران است. هر کدام از این متغیرهای سینماتیکی اکنون می‌بایست به متغیرهای سینتیکی مرتبط‌شان ارتباط داده شوند. کمیت‌های سینتیکی مرتبط با انتقال نیروها و کمیت‌های سینتیکی مرتبط با دوران ممان‌ها یا گشتاورها می‌باشند.
در فیزیک پلاسما، سینتیک اشاره به پیوستگی در فضای سرعت دارد. این معمولاً در متن‌های توزیع‌های سرعت غیرحرارتی (غیر ماکسولی) یا فرآیندهایی است که موجب آشفتگی توزیع‌های حرارتی می‌گردند. چنین پلاسماهایی را نمی‌توان به سادگی با معادلات سیالات بیان کرد. چنین پلاسماهایی را پلاسماهایی سینتیکی گویند.
واژهٔ سینتیک همچنین برای اشاره به سینتیک شیمیایی به کار می‌رود، خصوصاً در فیزیک‌شیمی یا شیمی‌فیزیک. برای چنین کاربردهایی معمولاً یک کلمهٔ توصیفی استفاده می‌شود (یا به‌طور ضمنی) برای مثال: «سینتیک فیزیکی»، «سینتیک رشد کریستالی».